# Glomeropitcairnia penduliflora
Pour les articles homonymes, voir Ananas (homonymie).
Espèce
Classification phylogénétique
Glomeropitcairnia penduliflora, appelée parfois Ananas sauvage, est une espèce de plantes à fleurs de la famille des Bromeliaceae. C'est une plante épiphyte que l'on rencontre dans les Antilles. Elle est aussi nommée « Ananas bois » et en créole « Zananas mawon » dans les Antilles Françaises.